# Phyllophaga yaqui
Phyllophaga yaqui är en skalbaggsart som beskrevs av Saylor 1940. Phyllophaga yaqui ingår i släktet Phyllophaga och familjen Melolonthidae. Inga underarter finns listade i Catalogue of Life.